# Teran
Teran je autohtona istarska vinska sorta grožđa i crno vino koje se iz nje proizvodi. Glavne karakteristike terana su umjerena količina šećera i vrlo visoke kiseline, koje pojedinih godina prelaze i 10 grama po litri. Iako je istog imena kao vino na Krasu u Sloveniji (kraški teran), radi se o dva potpuno različita vina.

## Organoleptička svojstva
Teran ima karakterističnu rubinsko crvenu boju (boju zečje krvi) s ljubičastim tonovima prilikom rotiranja vina u čaši. Aroma je tipična, voćna. Prepoznatljiva je po bobičastom voću uz dominaciju maline i papra. Visoke kiseline i tanini daju mu "zaobljenost" i karakterističan okus za koji se može reći da je jak, pun i robustan.

## Konzumacija i posluživanje terana
Neki ga enolozi smatraju ljekovitim vinom zbog veoma visokih polifenola (tanini). Perfektno se sljubljuje s jelima na bazi mesa i divljači, te s hladnim predjelima mesnog podrijetla kao što je istarski pršut i sir ako je još u uzlaznoj fazi (star do 2 godine). Poslužuje se i pije na temperaturi od 18 do 20 °C kako bi na "vidjelo" izašle sve njegove karakteristike.

## Galerija
| Vino teran više različitih istarskih proizvođača | Boce istarskog terana na polici u trgovini | Teran s oznakom podrijetla "Hrvatska Istra" | Boca terana |